# Spvgg Rommelshausen

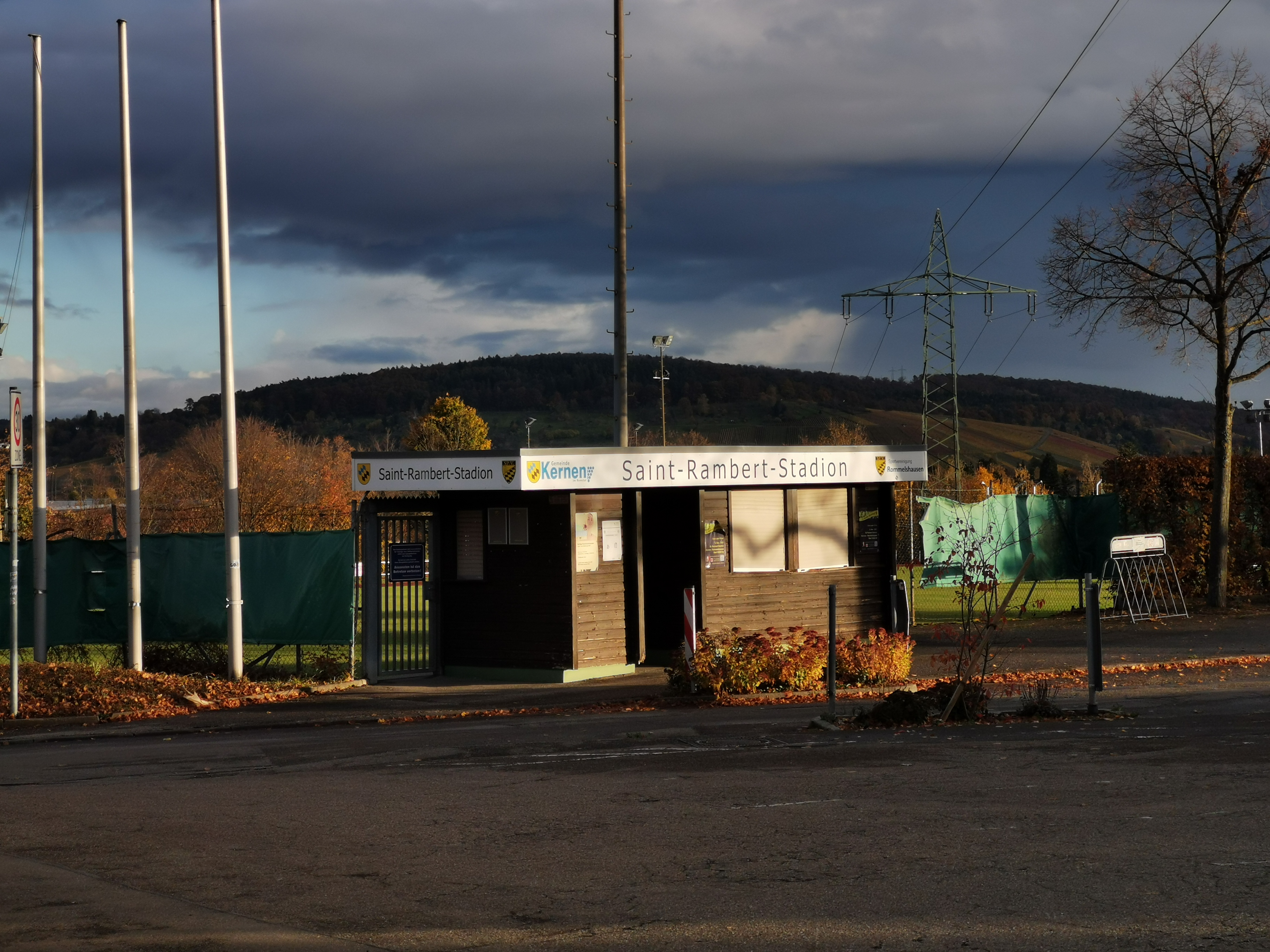
Eingang des Saint-Rambert-Stadions

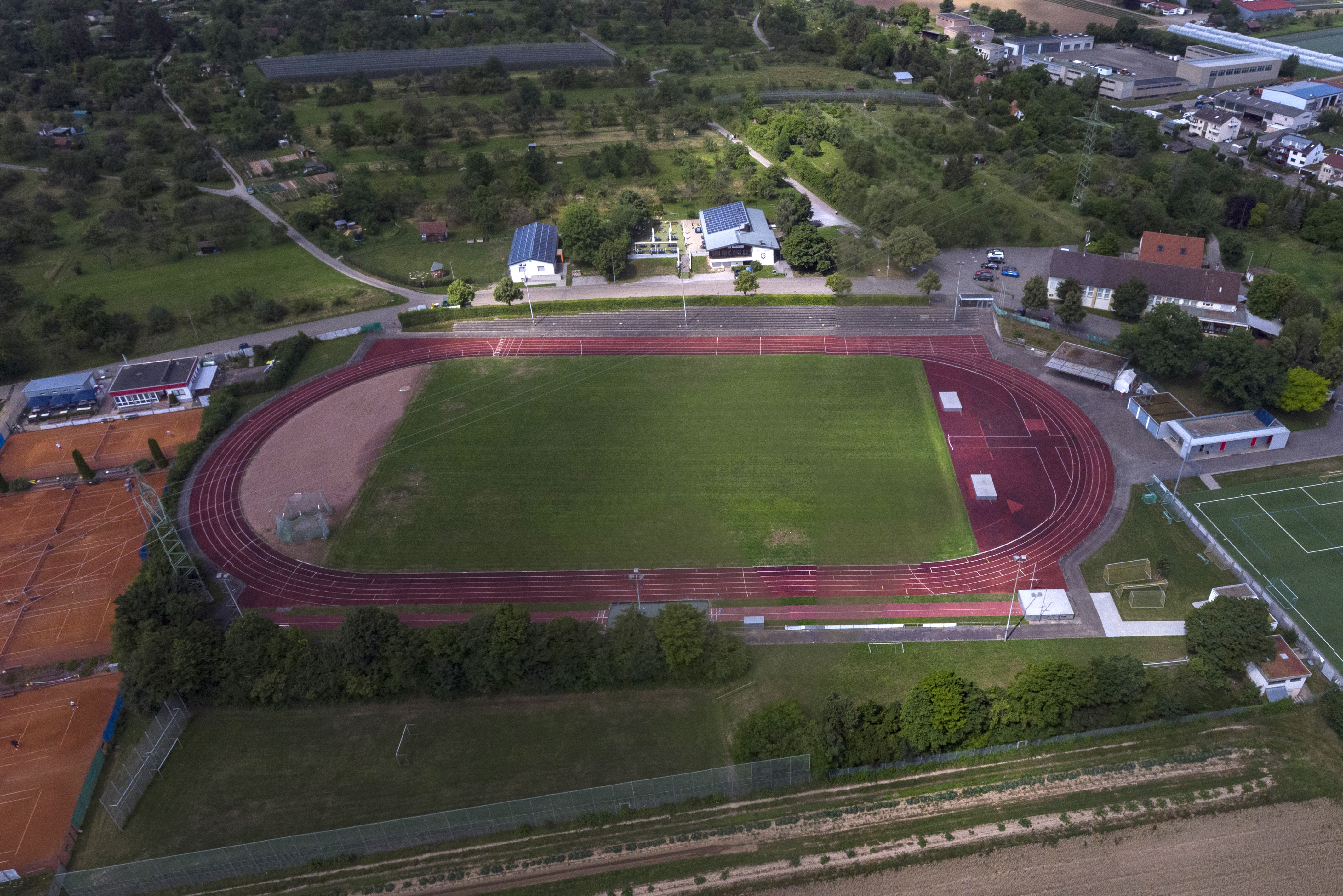
Saint-Rambert-Stadion aus der Luft

Die Spvgg Rommelshausen ist ein Sportverein aus Kernen im Remstal. Die Spvgg hat 1950 Mitglieder, beinahe die Hälfte davon (45 Prozent) sind Jugendliche (Stand: Juni 2016).
Die Spvgg hat insgesamt 14 Abteilungen.
Die Fußballmannschaften der Spvgg tragen ihre Heimspiele im Saint-Rambert-Stadion aus.

## Geschichte
Die Spvgg entstand 1934 aus dem Turnverein Rommelshausen (gegründet 1907) und dem Kraftsportverein Rommelshausen (gegründet 1908). Der Turnverein Rommelshausen wurde am 24. Juni 1933 von den Nationalsozialisten verboten, da er einen sozialdemokratischen Ursprung hatte. Der Kraftsportverein wurde zwar aufgelöst, aber wie der Turnverein der Spvgg angegliedert. 1. Vorsitzender der neuen Spvgg wurde der bisherige Vorsitzende des Kraftsportvereins, Eugen Sommer. Kurz nach dem Zusammenschluss erhielt der Verein einen Sportplatz und im Jahr 1936 eine Turnhalle, welche jedoch in der Nacht vom 2. auf 3. März 1944 durch einen Bombenangriff abbrannte.
Unter den Vorgaben der amerikanischen Besatzungsmacht wurde nach dem Zweiten Weltkrieg ein Sport- und Kulturverein (SKV) gegründet, dem neben der Spvgg auch der Musik- und Gesangverein angehörte. Im Jahr 1947 löste sich der SKV auf und die Vereine wurden wieder eigenständig.
1949 wurde die abgebrannte Turnhalle wieder aufgebaut und mit einer sportlichen Veranstaltung am 3. und 4. September 1949 eingeweiht. Im Jahr 1949 trat der Tischtennisclub, ein Jahr nach seiner Gründung, der Spvgg an. 1950 wurde die Leichtathletikabteilung gegründet. 1957 wurde die Spielfläche des Sportplatzes in einen Hartplatz umgewandelt.
Im Jahr 1972 wurde mit dem Stadionbau begonnen. Die Einweihung des Saint-Rambert-Stadions fand im September 1974 statt. Das Stadion wurde nach der Partnerstadt Saint-Rambert-d’Albon benannt. Nachfolgend entstanden neue Abteilungen wie Volleyball, Schwimmen, Schach, Karate und die Montags-Freizeitgruppe. 1983 wurde das 75-jährige Vereinsjubiläum mit Festumzug und weiteren Feierlichkeiten, welche drei Tage andauerten begangen. In den Jahren 1986 bis 2008 kamen noch die Abteilungen Herzsport, Badminton, Frauenfußball und Bike-Sport hinzu. Die Spvgg feierte 2008 ihr 100-jähriges Vereinsjubiläum. Im Zeitraum vom 12. bis 16. Juni 2008 fanden die Feier inklusive Festumzug statt. Höhepunkt war der Auftritt der Spider Murphy Gang. Des Weiteren fand im Jubiläumsjahr ein Fußballspiel der Männermannschaft der Spvgg gegen die Traditionsmannschaft des VfB Stuttgart statt. Die Damenfußballmannschaft spielte gegen die Bundesligamannschaft des TSV Crailsheim.
Die Mitgliederversammlung am 13. März 2009 wurde beim Ordnungspunkt „Neuwahlen“ abgebrochen, da sich für den bisherigen 1. Vorsitzenden Otto Förstner kein Nachfolger fand. Am 24. April 2009 wurde Herbert Hagenlocher bei einer außerordentlichen Hauptversammlung zum 1. Vorsitzenden gewählt.

## Abteilungen

### Turnen
Die Turnabteilung besteht derzeit aus etwas mehr als 500 Mitgliedern und ist somit eine der 3 größten Abteilungen. Seit 1980 nimmt die Turnabteilung regelmäßig an Landesturnfesten teil.
Ebenfalls werden seit 1987 regelmäßig die Deutschen Turnfeste besucht.
Im Jahr 2003 nahmen 10 Turner an der Weltgymnaestrada in Lissabon teil, im Jahr 2015 folgte der Besuch der Weltgymnaestrada in Helsinki mit 11 Turnern.

### Ringen
Die Ringerabteilung begann 1949 in der Bezirksklasse und wurde 1953 und 1954 ungeschlagen Bezirksmeister. 1955 erfolgte dann der Aufstieg in die Landesliga.
Höhepunkt war 1962 der Aufstieg in die höchste Klasse, die Oberliga. In der 1. Saison wurde man Tabellendritter.
Die aktive Mannschaft rang im Jahr 2008 in der Bezirksliga.
Mittlerweile wurde die Abteilung aufgelöst.

### Fußball

#### Männer
Die Mannschaft begann 1936 in der Kreisliga C. 1939 stieg sie in die Kreisliga B auf. Nach der Meisterschaft im Jahre 1954 folgte der Aufstieg in die Kreisliga A. 1959 wurde die Mannschaft erneut Meister und stieg somit in die 2. Amateurliga auf, aus der man in der gleichen Saison wieder abstieg. Der Wiederaufstieg erfolgte bereits im Jahr 1962. Nach mehreren Auf- und Abstiegen spielte man in der Saison 1968/69 wieder in der Kreisliga B.
Im Jahr 1979 erreichte man den Aufstieg in die Landesliga. 1986 wurde Johann „Buffy“ Ettmayer Trainer des Teams.
Mittlerweile spielt die Mannschaft seit 2008 wieder in der Kreisliga B.
Für die Saison 2009/10 wurde der ehemalige Fußballprofi Silvio Meißner verpflichtet, welcher jedoch kein Pflichtspiel für die Mannschaft bestritt.

#### Frauen
2006 wurde die erste Frauenfußballmannschaft gegründet, welche ohne Niederliga in der ersten Saison Meister wurde und in die Regionenliga aufstieg. Zudem holt sie noch den Titel des Hallenbezirksmeister.
Im Jahr 2008 holte sich die Mannschaft das Triple:
- Meister und damit Aufstieg in die Frauen-Landesliga,
- Hallenbezirksmeister,
- Bezirkspokalsieger.

In der Saison 2008/09 wurde die Mannschaft erneut Hallenbezirksmeister. Sie wurde Meister in der Landesliga und stieg somit dreimal nacheinander auf. Seit der Saison 2009/10 spielt die Damenmannschaft in der Verbandsliga. Im Jahr 2010 konnte sie sich zum vierten Mal in Folge bei den Bezirkshallenmeisterschaften 2010 durchsetzen.
Im Jahr 2014 gewann die Mannschaft den WFV-Pokal und qualifizierte sich somit für die 1. Hauptrunde des DFB-Pokals der Frauen in der Saison 2014/15. Das Spiel gegen den Zweitligisten 1. FFC Montabaur am 24. August 2014 verlor die Spvgg Rommelshausen mit 0:3.
Die zweite Frauenmannschaft wurde in der Saison 2011/12 Meister in der Bezirksliga und stieg in die Regionenliga auf. In der darauf folgenden Saison konnte der Gewinn des Bezirkspokals gefeiert werden.

### Tischtennis
Die 1. Herrenmannschaft spielt derzeit in der Bezirksklasse. Die Tischtennisabteilung feierte 2008 ihr 60-jähriges Jubiläum.

### Schach
Die Schachabteilung der Spvgg Rommelshausen wurde 1981 durch Kurt Sandberg gegründet. Zu den Gründungsmitgliedern gehörte unter anderem der ehemalige Bürgermeister Paul Käßer. Größter bisheriger sportlicher Erfolg war der Aufstieg der 1. Mannschaft in die Oberliga Württemberg in der Saison 2006/07, in der sie bis zur Saison 2009/10 spielte.

### Leichtathletik
Die Leichtathletikabteilung wurde 1950 gegründet. Sie hat im Laufe der Zeit einige Wandlungen erfahren.
Nach der Gemeindezusammenführung 1975, von Rommelshausen und Stetten, zu Kernen im Remstal, begannen erste Gespräche zur Bildung einer Startgemeinschaft der Leichtathletikabteilungen des TV Stetten und der Spvgg Rommelshausen. 1985 war es dann soweit und die Leichtathletikgemeinschaft Kernen (LG Kernen) wurde gegründet.
Mit knapp über 600 Mitgliedern stellt die Leichtathletikabteilung eine der größten Abteilungen der Sportvereinigung.
Die Leichtathletikabteilung stellt Athleten bei diversen Nationalen und Internationalen Meisterschaften.

## Sportliche Erfolge
- 1950 Deutscher Meister im Ringen der Musterriege
- 1952 Deutscher Meister im Ringen der Rundgewichtsriege
- 1964 Eckart Seybold wird Deutscher Juniorenmeister im Ringen
- 1988 gewinnt Thomas Nuss bei den Paralympics in Seoul eine Silbermedaille im Diskuswurf und eine Bronzemedaille im Kugelstoßen
- 1994 Württembergischer Meister Leichtathletik Männer mit deutschem und württembergischen Rekord
- 2007 Aufstieg der Schachmannschaft in die Oberliga Württemberg
- 2014 Württembergischer Pokalsieger im Fußball der Frauen und Einzug in den DFB-Pokal (Frauen)

## Ehemalige Sportler
- Silvio Meißner (* 1973)
- David Yelldell (* 1981)
- Matthias Morys (* 1987)
- Leon Dajaku (* 2001)

## Quelle
- Festprogramm zur 100-Jahr-Feier, Herausgeber Spvgg Rommelshausen, Auflage: 7500 Stück
- Webpräsenz der Spvgg Rommelshausen
- Sportkreis Rems-Murr